# Tierstreuer
|  | Dieser Artikel wurde aufgrund von formalen oder inhaltlichen Mängeln in der Qualitätssicherung Biologie zur Verbesserung eingetragen. Dies geschieht, um die Qualität der Biologie-Artikel auf ein akzeptables Niveau zu bringen. Bitte hilf mit, diesen Artikel zu verbessern! Artikel, die nicht signifikant verbessert werden, können gegebenenfalls gelöscht werden. Lies dazu auch die näheren Informationen in den Mindestanforderungen an Biologie-Artikel. |

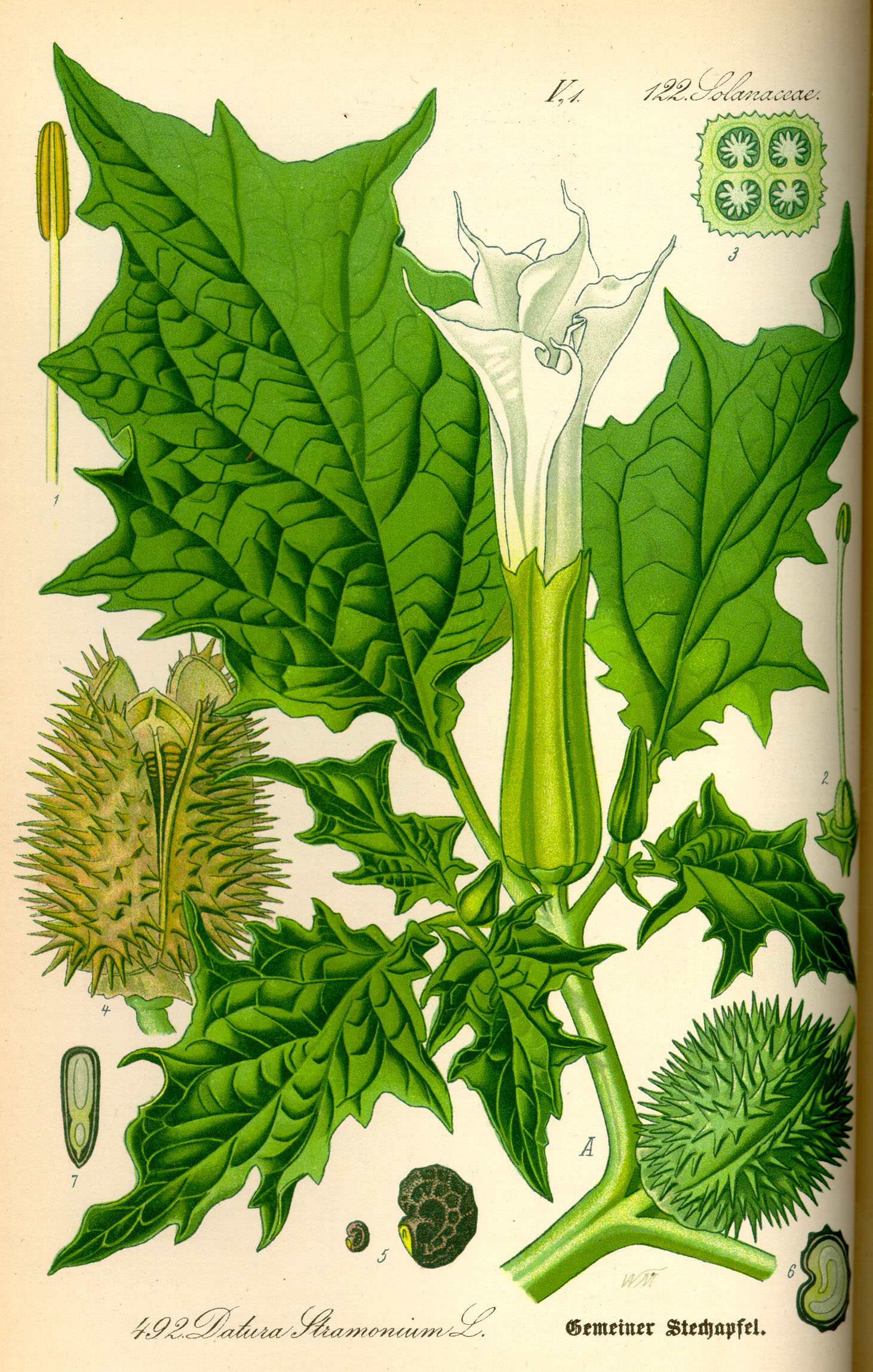
Der Gemeine Stechapfel gehört zu den Tierstreuern. Seine stacheligen Früchte öffnen sich und wirken wie eine Streubüchse.

Als Tierstreuer bezeichnet man ballepizoochore Pflanzen, die einen spezifischen Mechanismus zur Ausbreitung ihrer Samen nutzen. Tierstreuung ist eine Sonderform der Zoochorie (Ausbreitung über Tiere). Ein der Tierstreuung ähnlicher Ausbreitungsmechanismus ist die Windstreuung. Beide Ausbreitungsmechanismen werden zusammen als Semachorie bezeichnet.
Nach der Blüte bilden sich die Früchte beziehungsweise die Fruchtstände, die die Samen enthalten. Die Öffnungsfrüchte trocknen mit dem Reifungsprozess aus (Xerochasie) und öffnen sich. Berühren Tiere die Stängel, an denen die geöffneten Früchte sitzen, bewegen sich die Stängel, so dass die meist kleinen und leichten Samen ausgestreut oder abgelöst werden. Viele Pflanzen, die die Tierstreuung als Ausbreitungsmechanismen ihrer Samen nutzen, sind deshalb weit ausladend gebaut, so dass es leicht zu einer Berührung mit Tieren kommt.
Häufig tritt die Tierstreuung auch in Kombination mit Epichorie auf. Die Früchte dieser Pflanzen besitzen häufig eine stachelige oder hakige Oberfläche, so dass sie sich im Fell eines vorbeistreifenden Tieres verhaken können, wie bei Kletten, Nelkenwurz, Stechapfel und Bilsenkraut, bei denen die Früchte oder ganze Fruchtstände verschleppt werden, aber auch die Jungfer im Grünen, bei der nur die Samen wie aus einer Streubüchse über die Tiere gestreut und von diesen weitergetragen werden.
Von den Tierballisten unterscheiden sich die Tierstreuer dadurch, dass bei den Tierballisten die Früchte bzw. Samen durch die Einwirkung vorbeistreifender Tiere katapultartig fortgeschleudert werden, während sie bei den Tierstreuern nur aus der Frucht gestreut werden.